# Torella dei Lombardi
Torella dei Lombardi község (comune) Olaszország Campania régiójában, Avellino megyében.

## Fekvése
A település a Fredane folyó völgyében fekszik. Határai: Castelfranci, Nusco, Paternopoli, Sant’Angelo dei Lombardi és Villamaina.

## Története
A település története 848-ra vezethető vissza, amikor a longobárd Beneventói Hercegségből kivált a Salernói Hercegség. Ekkor épült fel a két hercegség határát védő castrum longobardo di Turella, egy négyszögletes erődítmény (turella jelentése kis torony). A 12-13. században átépítették kör-alaprajzú donzsonná. Rövid időn belül a Puglia felől betörő szaracénok foglalták el akik a 16. század végéig birtokolták. 1639-ben a szaracénok kiűzése után a nápolyi Caracciolo nemesi család tulajdonába került. Önálló községgé 1959-ben nyilvánították.

## Népessége
A népesség számának alakulása:

## Főbb látnivalói
- a központban álló díszkút
- a Santa Maria Popolo-templom
- a San Antonio-templom